# 달빛 사냥꾼
"달빛 사냥꾼"은 1987년에 개봉한 대한민국의 영화이다.

## 캐스팅
- 안성기 : 정호 역
- 이보희 : 인옥 역
- 신성일 : 서씨 역
- 박원숙 : 최여인 역
- 남포동 : 칼잡이 역
- 오희찬 : 종구 역
- 박암 : 정호 부 역
- 문철재 : 용식 역
- 조주미 : 광자 역
- 길달호 : 푸줏간사내 역
- 문미봉 : 정호 모 역
- 안진수 : 정신과의사 역
- 김기주 : 남자 역
- 김희령 : 역술가 역

## 수상
- 1986년 제25회 대종상
  - 남우조연상 - 신성일
  - 신인감독상 - 신승수
- 1987년 제11회 황금촬영상
  - 촬영상(은상) - 박승배
- 1987년 제23회 백상예술대상
  - 영화부문 작품상
  - 영화부문 시나리오상 - 신승수